# تانيا فان هير
تانيا فـان هير (بالإنجليزية: Tania Van Heer) هي منافسة ألعاب القوى أسترالية، ولدت في 30 ديسمبر 1970.

## وصلات خارجية
- تانيا فـان هير على موقع الاتحاد الدولي لألعاب القوى (الإنجليزية)
- تانيا فـان هير على موقع النتائج التاريخية لألعاب القوى الأسترالية (الإنجليزية)
- تانيا فـان هير على موقع اتحاد ألعاب الكومنولث (مؤرشف) (الإنجليزية)